# Спас Венков
Спас Венков е български оперен певец.

## Биография
Роден на 23 септември 1928 година в Търново, Царство България. Самоук цигулар от детството. Студент по правни науки в София, след завършването работи като юрист в Търново, успоредно с това е цигулар – любител, а по-късно певец в Оперетния театър във Велико Търново.
Оперен певец:
- 1963-1965 – Държавна опера Русе,
- 1965-1968 – Градски театър Дьобелн/ГДР,
- 1968-1971 – Градска сцена Магдебург/ГДР,
- 1971-1976 – Регионален театър Хале/ГДР,
- 1976-1984 – Дойче Щатсопер Берлин/ГДР.

От 1984 година до края на кариерата си през 1992 година е свободен артист. Живее до края на живота си в Бад Ишл, Австрия. Умира на 12 август 2013 година.
След неговия Тристан в Дрезден (12.10.1975), изведнъж той става много търсен Вагнеров тенор и е солист на Байройтския фестивал през 1976 година (Тристан с Клайбер), 1977 година (Тристан), 1978 година (Танхойзер с Колин Деѝвис – заснето на видео за DGG), 1982 година (Тристан) и 1983 година (Тристан).
Той е пял във всички значими оперни театри, с изключение на австралийските. Пял е и в Миланската скала, и в „Метрополитън опера“ в Ню Йорк.

## Отличия и почетни звания
- Почетен гражданин на Велико Търново (България)
- Камерзенгер на Германската демократична република, 1977 година
- Камерзенгер на Австрийската република, 1984 година
- Орден „Звезда на приятелството между народите“ на ГДР, 1981 година
- Почетен член на Международната асоциация „Рихард Вагнер“ – Берлин, Хамбург, Магдебург, Линц (Австрия)
- Почетен член на Германската асоциация „Рихард Вагнер“

## Аудио и видеозаписи
- DVD – Рихард Вагнер – „Танхойзер“, Дойче Грамофон (Байройтски фестивал 1978)
- CD – Рихард Вагнер – Спас Венков – Арии и сцени, Етерна 1977 (Държавна капела Дрезден, диригент Хайнц Фрике)
- CD – Рихард Вагнер – „Тристан и Изолда“, Мито (Ла Скала, 1978, Карлос Клайбер).